# Ulf Maard
Ulf Maard (ur. 26 marca 1971) – szwedzki snowboardzista. Zajął 4. miejsce w slalomie równoległym na mistrzostwach świata w Lienzu, mistrzostwach w San Candido i mistrzostwach w Berchtesgaden. Najlepsze wyniki w Pucharze Świata osiągnął w sezonie 1995/1996, kiedy to zajął 11. miejsce w klasyfikacji generalnej, a w klasyfikacji slalomu był piąty.
W 2000 r. zakończył karierę.

## Sukcesy

### Mistrzostwa Świata
| Miejsce | Dzień       | Rok  | Miejscowość   | Konkurencja       | Zwycięzca           |
| ------- | ----------- | ---- | ------------- | ----------------- | ------------------- |
| 5.      | 27 stycznia | 1996 | Lienz         | Gigant            | Jeff Greenwood      |
| 4.      | 28 stycznia | 1996 | Lienz         | Slalom równoległy | Ivo Rudiferia       |
| 17.     | 23 stycznia | 1997 | San Candido   | Slalom            | Bernd Kroschewski   |
| 4.      | 25 stycznia | 1997 | San Candido   | Slalom równoległy | Mike Jacoby         |
| 37.     | 14 stycznia | 1999 | Berchtesgaden | Gigant równoległy | Richard Richardsson |
| 4.      | 15 stycznia | 1999 | Berchtesgaden | Slalom równoległy | Nicolas Huet        |

### Puchar Świata

#### Miejsca w klasyfikacji generalnej
- 1995/1996 - 11.
- 1996/1997 - 37.
- 1997/1998 - 25.
- 1998/1999 - 127.
- 1999/2000 - 127.

#### Miejsca na podium
1. San Candido – 20 stycznia 1996 (Slalom) - 3. miejsce
2. Altenmarkt – 3 grudnia 1995 (Slalom równoległy) - 1. miejsce
3. Lenggries – 12 stycznia 1997 (Slalom) - 3. miejsce
4. Sun Peaks – 2 marca 1996 (Slalom równoległy) - 2. miejsce
5. Boreal Ridge – 9 marca 1996 (Slalom) - 2. miejsce